# Analytische getaltheorie

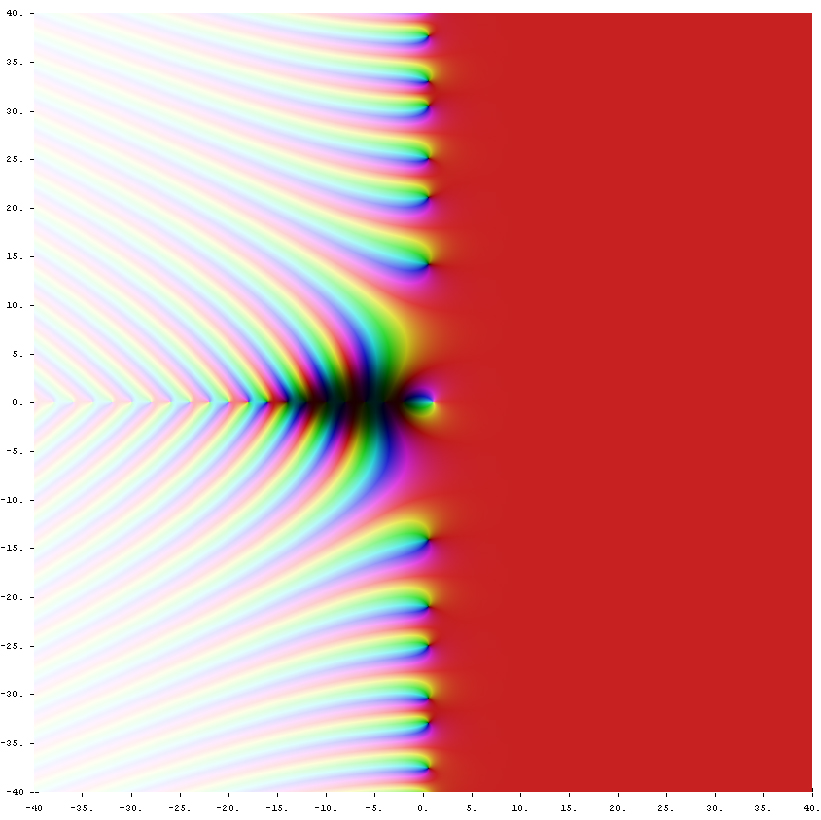
Riemann-zèta-functie in het complexe vlak. De kleur van een punt geeft de waarde van aan, hoe zwarter, hoe dichter de waarde bij nul ligt, en de tint bepaalt de waarde van het argument.

Binnen de getaltheorie, een deelgebied van de wiskunde, maakt de analytische getaltheorie gebruik van methoden uit de wiskundige analyse om getaltheoretische problemen met betrekking tot de gehele getallen op te lossen. Men stelt vaak dat de analytische getaltheorie haar begin vindt in de introductie door Dirichlet van de zogenaamde Dirichlet-L-functie. Dirichlet gebruikte deze constructie om daarmee het eerste bewijs voor zijn stelling over rekenkundige rijen te geven. De analytische getaltheorie staat verder bekend om haar resultaten over priemgetallen, waaronder de priemgetalstelling en de Riemann-zèta-functie, en de additieve getaltheorie, zoals het vermoeden van Goldbach en het probleem van Waring.

## Takken van de analytische getaltheorie
De analytische getaltheorie kan worden opgesplitst in twee belangrijke takken. Deze opdeling wordt meer bepaald door de aard van de problemen die zij proberen op te lossen dan door fundamentele verschillen in de gebruikte technieken.
- Multiplicatieve getaltheorie houdt zich bezig met de verdeling van priemgetallen, zoals het schatten van het aantal priemgetallen in een interval. Kenmerkende problemen zijn de priemgetalstelling en de stelling van Dirichlet over priemgetallen in de rekenkunde rijen. In de te onderzoeken problemen wordt vaak gebruikgemaakt van dirichletreeksen als voortbrengende functies. Er wordt van uitgegaan dat de gebruikte methoden uiteindelijk van toepassing zullen zijn op de algemene L-functie, hoewel deze theorie nog grotendeels onbewezen is.
- Additieve getaltheorie houdt zich bezig met de additieve structuur van gehele getallen. Een typisch probleem is het vermoeden van Goldbach dat elk even getal groter dan 2 de som is van twee priemgetallen. Een van de belangrijkste resultaten in de additieve getaltheorie is de oplossing voor het probleem van Waring.

## Geschiedenis

### Voorlopers
Een groot deel van de analytische getaltheorie werd geïnspireerd door de priemgetalstelling. Laat {\displaystyle \pi (x)} de priemgetal-telfunctie zijn die voor elk reële getal {\displaystyle x} het aantal priemgetallen geeft dat kleiner dan of gelijk is aan {\displaystyle x}. Zo is bijvoorbeeld {\displaystyle \pi (10)=4}, omdat er precies vier priemgetallen, namelijk 2, 3, 5 en 7, kleiner dan of gelijk zijn aan 10. De priemgetalstelling zegt dat {\displaystyle x/\ln(x)} een goede benadering is voor {\displaystyle \pi (x)}, in die zin dat de limiet, als {\displaystyle x} tot oneindig nadert, van het quotiënt van de twee functies {\displaystyle \pi (x)} en {\displaystyle x/\ln(x)} gelijk is aan 1:
{\displaystyle \lim _{x\to \infty }{\frac {\pi (x)}{x/\ln(x)}}=1}
Deze uitdrukking staat bekend als de asymptotische wet van de verdeling van de priemgetallen.
Adrien-Marie Legendre uitte in 1797 of 1798 het vermoeden dat {\displaystyle \pi (x)} wordt benaderd door de functie {\displaystyle x/(A\ln(x)+B),} waarin {\displaystyle A} en {\displaystyle B} niet gespecificeerde constanten zijn. In de tweede editie van zijn boek over getaltheorie (1808) preciseerde hij zijn vermoeden, met {\displaystyle A=1} en {\displaystyle B=-1{,}08366}. Carl Friedrich Gauss had zich een aantal jaren eerder met dezelfde vraag beziggehouden, volgens zijn herinnering bijna zestig jaar later, Im Jahr 1792 oder 1793, in een brief aan Encke uit 1849. Hij schreef in zijn logaritmetabel, hij was toen 15 of 16, de korte notitie Primzahlen unter {\displaystyle a(=\infty ){\frac {a}{\ln a}}}, maar heeft het vermoeden nooit gepubliceerd. Johann Dirichlet gaf in 1838 een eigen benaderingsfunctie, de logaritmische integraal {\displaystyle \mathrm {li} (x)}. Zowel de formules van Legendre als Dirichlet impliceren dezelfde door beiden vermoede asymptotische equivalentie van {\displaystyle \pi (x)} en {\displaystyle x/\ln(x)}, hoewel het bleek dat Dirichlets benadering beter werkt als men de verschillen in plaats van het quotiënten in beschouwing neemt.

### Dirichlet
Johann Dirichlet wordt wel gezien als de man die de fundamenten voor de analytische getaltheorie heeft gelegd, een onderzoeksgebied waarin hij verschillende diepe resultaten vond en waar hij tijdens het bewijs daarvan een aantal radicaal nieuwe gereedschappen introduceerde, waarvan er later veel naar hem zijn genoemd. Hij publiceerde in 1837 zijn stelling van Dirichlet over rekenkundige rijen en maakte daarbij gebruik van de analyse om zo algebraïsche problemen aan te pakken. Aldoende werd hij de grondlegger van de analytische getaltheorie. In het bewijzen van deze stelling, introduceerde hij onder andere de Dirichlet-karakters en de L-functies. Hij gaf in 1841 zijn stelling over rekenkundige rijen van gehele getallen een algemene vorm voor ringen van de gehele getallen van Gauss {\displaystyle \mathbb {Z} [i]}.

### Tsjebysjev
De Russische wiskundige Pafnoeti Tsjebysjev probeerde in twee artikelen uit 1848 en 1850 de asymptotische wet van de distributie van priemgetallen te bewijzen. Zijn werk is opmerkelijk door het gebruik van de zèta-functie {\displaystyle \zeta (s)} voor reële waarden van het argument {\displaystyle s.} Net zoals werken van Leonhard Euler, die al uit 1737 dateren, dus van voor Riemanns artikel uit 1859. Tsjebysjev slaagde erin een iets zwakkere vorm van de asymptotische wet te bewijzen, namelijk dat indien de limiet van {\displaystyle \pi (x)/(x/\ln(x))} als {\displaystyle x} naar oneindig al bestaat, die dan per definitie gelijk is aan een. Hij was in staat om te bewijzen dat deze ratio zowel van boven als onder wordt begrensd door twee expliciet gegeven constanten die voor alle {\displaystyle x} in de buurt van 1 liggen. Hoewel Tsjebysjevs artikel niet de priemgetalstelling bewees, waren zijn ramingen voor {\displaystyle \pi (x)} sterk genoeg om hem het postulaat van Bertrand te laten bewijzen dat er voor elk geheel getal {\displaystyle n\geq 2} een priemgetal tussen {\displaystyle n} en {\displaystyle 2n} bestaat.

### Bernhard Riemann
Bernhard Riemann deed een aantal beroemde bijdragen aan de moderne analytische getaltheorie. In een kort artikel, Über die Anzahl der Primzahlen unter einer gegebenen Grösse, het enige dat hij over het onderzoeksgebied van de getaltheorie publiceerde, onderzocht hij de Riemann-zèta-functie en stelde hij het belang daarvan vast voor het begrijpen van de verdeling van de priemgetallen. Hij publiceerde een aantal vermoedens over eigenschappen van de Riemann-zèta-functie, waarvan de meest bekende de riemann-hypothese is.

### Hadamard en Vallée-Poussin
Voortbordurend op de ideeën van Riemann vonden in 1896 twee wiskundigen, Jacques Hadamard en Charles-Jean de La Vallée Poussin, onafhankelijk van elkaar een bewijs voor de priemgetalstelling. Beide bewijzen werden in hetzelfde jaar, in 1896 gepubliceerd, maakten gebruik van methoden uit de complexe functietheorie en stelden als een belangrijke stap in het bewijs vast dat de Riemann-zèta-functie {\displaystyle \zeta (s)} niet-nul is voor alle complexe waarden van de variabele {\displaystyle s}, die de vorm {\displaystyle s=1+it} met {\displaystyle t>0} hebben.

### Moderne tijden
De grootste technische verandering sinds 1950 is de ontwikkeling van zeefmethoden geweest, in het bijzonder voor multiplicatieve problemen. Deze problemen zijn in essentie combinatorisch van aard en zeer gevarieerd. Tegelijkertijd is de extreme tak van de combinatoriek sterk beïnvloed door de waarde die de analytische getaltheorie hecht aan het kwantificeren van bovenste en onderste grenzen. Een andere recente ontwikkeling is de probabilistische getaltheorie, die methoden uit de kansrekening gebruikt om de verdeling van getaltheoretische functies te schatten, zoals hoeveel priemdelers een getal heeft.
Ontwikkelingen binnen de analytische getaltheorie zijn vaak verfijningen van eerdere wiskundige technieken, die de fouttermen reduceren en zo de bruikbaarheid van de techniek vergroten. De cirkelmethode van Hardy en Littlewood werd bijvoorbeeld oorspronkelijk opgesteld als van toepassing op machtreeksen in de directe omgeving van de eenheidscirkel in het complexe vlak, maar wordt nu gezien in termen van eindige exponentiële sommen, dat wil zeggen op de eenheidscirkel, maar met afgebroken machtreeksen. De behoefte aan diofantische benaderingsmethoden zijn voor hulpfuncties die niet tevens voortbrengende functies zijn - hun coëfficiënten worden geconstrueerd door gebruik te maken van het duiventilprincipe - en hiervoor zijn functies met meer dan een complexe variabele nodig. De onderzoeksgebieden van de diofantische benadering en de transcendentietheorie hebben zich nadien uitgebreid, tot het punt dat de ontwikkelde technieken ook worden toegepast op de stelling van Faltings.

## Recente ontwikkelingen
Een recente doorbraak in de analytische getaltheorie is het bewijs van Green en Tao over het bestaan van willekeurig lange rekenkundige rijen in de priemgetallen.